# Myophthiria
Myophthiria là một chi ruồi hút máu thuộc họ ruồi rận Hippoboscidae. Có 13 loài. Đều sống ký sinh trên chim.

## Phân bố
Myophthiria phân bố rộng khắp trừ Châu Nam Cực.

## Phân loại
- Chi Myophthiria Róndani, 1875

- Nhóm loài '1' (Cựu Thế giới)

- M. capsoides Róndani, 1878
- M. lyaeoides Róndani, 1878
- M. reduvioides Róndani, 1875

- SNhóm loài '2' (Tân Thế giới)

- M. fimbriata (Waterhouse, 1887)
- M. neotropica Bequaert, 1943

- Incertae sedis

- M. figiarum Maa, 1980
- M. javanica Maa, 1980
- M. malayna Maa, 1980
- M. neocaledonica Maa, 1980
- M. neohebudarum Maa, 1980
- M. queenslandae Maa, 1980
- M. wilsoni Maa, 1980
- M. zelanica Maa, 1980